# Ото Хайнрих Лудвиг фон Золмс
Ото Хайнрих Лудвиг фон Золмс-Зоненвалде (на немски: Otto Heinrich Ludwig Graf zu Solms-Sonnewalde; * 16 февруари 1740, Шкьона; † 3 март 1814, Шкьона) е таен съветник на Курфюрство Саксония и от 1806 г. на Кралство Саксония, граф на Золмс-Зоненвалде и Текленбург, господар на Поух, Рьоза, Шкьона, Алт-Поух и Зоневалде.

## Биография
Той е единственият син на граф Адолф Лудвиг фон Золмс (1706 – 1750) и съпругата му Сабина Луиза фон Тюмен (1713 – 1804), дъщеря на Кристиан Вилхелм фон Тюмен (1663 – 1741) и третата му съпруга Сабина Хедвиг фон Шлибен (1689 – 1772). Внук е на граф Ото Хайнрих фон Золмс-Зоненвалде (1654 – 1711) и правнук на граф Георг Фридрих фон Золмс-Зоненвалде (1626 – 1688).
Родителите му се развеждат през 1751 г. Една година по-късно майка му се омъжва втори път за Йохан Фридрих Пфлуг († 1768).
Ото Хайнрих започва служба в двора в Дрезден и през 1805 г. е номиниран за таен съветник.
Той умира на 3 март 1814 г. в Шкьона (днес част от Грефенхайнихен) и е погребан там.

## Фамилия
Ото Хайнрих фон Золмс-Зоненвалде се жени на 12 ноември 1768 г. за Луиза Фридерика Вилхелмина фон Бер (1752 – 1820), незаконна дъщеря на княз Виктор II Фридрих фон Анхалт-Бернбург (1700 – 1765) и третата му съпруга Констанца Шмидт, от 1752 г. „фон Бер“. Те имат пет деца:
- Ото Карл Фридрих (*/† 1773, Шкьона)
- Шарлота Луиза Вилхелмина (* 19 август 1769, Шкьона; † 31 август 1805, Зоненвалде)
- Фридерика Константина (* 4 октомври 1770, Шкьона; † 8 февруари 1771, Шкьона)
- Августа Кристина (* 21 април 1772, Шкьона; † 14 март 1773, Шкьона)
- Албертина Елизабет (* 18 април 1775, Шкьона; † 24 октомври 1827, Шкьона), омъжена на 6 януари 1819 г. в Шкьона за Йохан Леополд Нойман († 24 март 1897). Нейната майка го осиновява и 1829 г. е издигнат като „фон Бер“ в пруското благородническо общество.[5]

## Галерия
- Дворец Шкьона
- Дворец Зоневалде (1860)
- Дворец „Поух“ (2014)
- Дворец Рьоза